# ميرلين كاربنتر
ميرلين كاربنتر (بالإنجليزية: Merlin Carpenter)‏ هو فنان ورسام بريطاني، ولد في 1967 في Pembury ‏ في المملكة المتحدة.